# کایوس

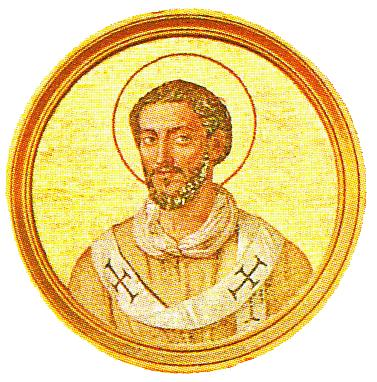

پاپ کایوس (به انگلیسی: Pope Caius) یکی از پاپ‌های کلیسای کاتولیک رم بود بین سال‌های ۲۸۳ تا ۲۹۶ میلادی پاپ بود.